# Xystrota davisi
Xystrota davisi là một loài bướm đêm trong họ Geometridae.